# Міст Хенераль-Артіґас
Міст Хенара́ль-Арті́ґас (ісп. Puente General Artigas), також просто «міст Арті́ґас» (ісп. Puente Artigas) — транскордонний автомобільний міст через ріку Уругвай, що з'єднує аргентинське місто Колон з уругвайським Пайсанду. Загальна довжина мосту становить 2350 м, довжина основного прогону — 140 м. Був відкритий 10 грудня 1975 року президентом Аргентини Ісабель Мартінес де Перон. Названий на честь генерала Артіґаса.[джерело?]